# Neriene zhui
Neriene zhui là một loài nhện trong họ Linyphiidae.
Loài này thuộc chi Neriene. Neriene zhui được miêu tả năm 1995 bởi Jun Chen & Li.